# Beal-sejtés
A Beal-sejtés egy számelméleti sejtés, amit Andrew Beal posztulált 1993-ban. A Fermat-sejtés általánosításait vizsgálva a következő sejtést alkotta meg:
Ha
{\displaystyle A^{x}+B^{y}=C^{z},}
ahol A, B, C, x, y és z pozitív egészek úgy, hogy x, y, z > 2, akkor A, B és C rendelkezik közös prímosztóval.
Annak, aki bizonyítással vagy cáfolattal áll elő, és ezt megjelenteti egy lektorált szakfolyóiratban, Beal 1997-ben 5000 amerikai dollárt ajánlott fel, ezt tíz év alatt 50 000 dollárra, mostanra 1 millió dollárra emelte.

## Példák
Illusztrációképp, az egyik megoldás, 33 + 63 = 35 alapjainak közös prímosztója 3, egy másik megoldás, a 76 + 77 = 983 alapjainak közös prímosztója 7. Az egyenletnek természetesen végtelen sok megoldása létezik, ezek egy része például felírható a következő alakban
{\displaystyle \left[a\left(a^{m}+b^{m}\right)\right]^{m}+\left[b\left(a^{m}+b^{m}\right)\right]^{m}=\left(a^{m}+b^{m}\right)^{m+1}}
bármilyen a, b > 0, m > 2 egészekre. Ezek közül egyik megoldás se jó ellenpéldának a Beal-sejtésre, mivel az alapok mind tartalmazzák osztóként az {\displaystyle a^{m}+b^{m}} -t.

## Kapcsolat más sejtésekkel
A nagy Fermat-tétel kimondja, hogy az x = y = z > 2 esetben a Beal-sejtésben szereplő egyenletnek nincs megoldása (vagy ami ebből következik, nincs olyan megoldása, ahol A, B és C relatív prímek). Ez Beal sejtésének speciális esete (a Beal-sejtés is megköveteli, hogy A, B és C relatív prímek legyenek és x, y, z > 2 legyen, de utóbbiaknak nem kell feltétlenül megegyezniük).
A Beal-sejtés úgy is kimondható, hogy „a Fermat–Catalan-sejtés valamennyi megoldásában szerepel 2 a kitevők között”.

## Részleges eredmények
Azokban a lenti esetekben, ahol 2 a kitevő, a 2 többszöröseire is érvényes a bizonyítás, mivel a hatványból egyszerűen négyzetgyök vonható..
- Az x = 2, y = 3 és z = 7 esetet Bjorn Poonen, Edward F. Schaefer és Michael Stoll bizonyította 2005-ben.[3]
- Az x = 2, y = 4, z pedig prímszám esetet Michael Bennet, Jordan Ellenberg és Nathan Ng igazolta 2009-ben.[4]
- Az x = 2, y = 3 és z = 10 esetet David Brown bizonyította 2009-ben.[5]
- Az x = y = z eset megegyezik az Andrew Wiles által 1994-ben bebizonyított nagy Fermat-sejtéssel.[6]
- Az A = 1 eset következik a Catalan-sejtésből, amit 2002-ben igazolt Preda Mihăilescu (Mihăilescu-tétel).
- Ha igaz az abc-sejtés, akkor igaz az is, hogy legfeljebb véges sok ellenpélda hozható a Beal-sejtéssel szemben.
- Hash táblákkal felgyorsított számítógépi kereséssel igazolták a Beal-sejtés érvényességét a képletben szereplő mind a hat változó 1000-ig terjedő értékeire.[7] Tehát bármilyen ellenpéldában a változók közül legalább egynek 1000 fölöttinek kell lennie.

## Érvénytelen variánsok
A {\displaystyle 7^{3}+13^{2}=2^{9}} és {\displaystyle 1^{m}+2^{3}=3^{2}} ellenpéldák megmutatják, hogy a sejtés érvénytelen lenne, ha megengednénk, hogy legalább egy kitevő felvegye a 2 értéket. A Fermat–Catalan-sejtés foglalkozik ezekkel az esetekkel.
A sejtés egy variánsa, mely szerint az x, y, z-nek (és nem az A, B, C számoknak) kell közös prímtényezővel rendelkeznie, hamisnak bizonyult. Egy ellenpélda: {\displaystyle 27^{4}+162^{3}=9^{7}.}
A sejtés szintén érvénytelen, ha az egész számkört kibővítő Gauss-egészek körében vizsgáljuk. Miután 50 dollárt ígértek annak, aki ellenpéldát talál, Fred W. Helenius megtalálta a {\displaystyle (-2+i)^{3}+(-2-i)^{3}=(1+i)^{4}} esetet.

## Fordítás
- Ez a szócikk részben vagy egészben a Beal's conjecture című angol Wikipédia-szócikk ezen változatának fordításán alapul.  Az eredeti cikk szerkesztőit annak laptörténete sorolja fel. Ez a jelzés csupán a megfogalmazás eredetét és a szerzői jogokat jelzi, nem szolgál a cikkben szereplő információk forrásmegjelöléseként.